# Национализација у Пољској
Након окончања Другог светског рата, комунистичка влада у Пољској је покренула процес национализације у Пољској почевши од 1944. године.
Различити облици национализације су били предлагани од стране социјалистичке странке и политичара током ере Друге пољске републике (1918–1939). Након комунистичког преузимања власти у Пољској, а након Другог светског рата, нова комунистичка влада је издала низ декрета којима је национализовала значајне делове пољске имовине у периоду од 1944. до 1956. године.

## Пољска привреда у међуратном периоду
Након обнављања пољске независности 1918. године, бројне претежно социјалистичке странке и политичари (нпр. Пољска народна странка „Визволене“, Привремена народна влада Републике Пољске Игнација Дашињског) су дали обећања о национализацији. Како су се политика и влада Пољске стабилизовале, политика национализације је изгубила подршку, а мартовски Устав из 1921. године садржао је одредбе о заштити имовине које су отежавале отпочињање процеса национализације.

## Национализација у комунистичко доба
Идеја национализације вратила се током Другог светског рата, зато што је већина илегалних странака Пољске подземне државе изјавила пуну подршку национализацији имовине окупатора (углавном немачке), као и имовине различито дефинисаних „издајника и колаборациониста“. Како су совјетске војске напредовале ка западу и улазиле на бивше пољске територије, привремена пољска комунистичка влада (Пољски комитет националног ослобођења) је на сличан начин обећала конфискацију имовине коју су украли Немци, као и њену прерасподелу.
Међу првим законима о национализацији које је усвојила пољска комунистичка влада била је Уредба о аграрној реформи од 6. септембра 1944. године, којом је национализовано сво земљиште у приватном власништву преко 50 пољопривредних или преко 100 хектара. Још један закон, донет 14. децембра 1944. године, национализовао је шуме. Сва средња и велика индустрија која је спадала у комунистичку сферу утицаја одмах је стављена у „привремено“ државно власништво, прво без званичне законске основе, али је легализована са неколико декрета донетих током 1945. године. Декретом из 1945. године, познатим као Бјерутов декрет, национализована је већина имовине у главном граду Варшави. Повезани, шири закони (које су немачки националисти погрешно назвали Бирутовим декретима ) о свој напуштеној имовини наводили су да ће таква имовина постати власништво државе или других друштвених институција након 10 година. Државни национални савет је 3. јануара 1946. донео широкообухватни Закон о национализацији индустрије. Држави је без накнаде пренета сву имовина коју је за време окупације припадала Немачкој, као и имовину колаборациониста. Даље је проглашено да држава преузима сва предузећа у 17 грана индустрије, а у свим осталим сва средња и велика предузећа. Накнада је обезбеђена само страним власницима.  Приближно 35.000 компанија је национализовано до 1. октобра 1948. године. Одређене друге компаније које нису биле обухваћене законом из 1946. године национализоване су у наредним годинама (нпр. приближно 1.500 приватних апотека је национализовано 1951. године), а последња група је национализована Законом од 25. фебруара 1956. године. 
За разлику од већине других земаља Источног блока, само око трећине пољске пољопривреде је национализовано (углавном у облику великих државних фарми), а остатак је остао у приватном сектору.

## Национализација/Реполонизација (2015–данас)
Од 2015. године, под влашћу странкеПраво и правда, Пољска је доживела растући талас економског национализма:
- Са државном компанијом ПЗУ која је 2015. године пристала да купи 25,3% удела у банци Алиор;[8][9]
- ПЗУ је, заједно са Пољским фондом за развој, купио 32,8% удела у банци Пекао од стране Уникредита 2017. године;
- Државна компанија ПКН Орлен спаја се са својом, такође државном компанијом, Енерга током 2020. године;  постојали су и планови за преузимање мањег ривала Лотос .

Министар је такође предложио да Пољска има већу контролу над економијом.
- Државна компанија ПКН Орлен је 1. августа 2022. године завршила спајање са државном компанијом Лотос.[12]

ПКН Орлен је објавио намеру да преузме државну компанију ПГНиГ и 10. маја 2021. године је поднет захтев за преузимање Канцеларији за заштиту конкуренције и потрошача. У октобру 2022. године, акционари PGNiG-а су одобрили преузимање компаније од стране PKN Orlen-а, што се догодило након што су акционари PKN Orlen-а учинили исто.
Крајем 2022. Јарослав Качињски је рекао да би пољска влада могла купити ПКП Енергетика и Жабка маркете.   У јануару 2023. године је потписан прелиминарни уговор о продаји ПКП Енергетика државној електроенергетској компанији ПГЕ.
Дана 3. априла 2023. године, ПГЕ је од CVC фонда дошао у посед 100% акција у ПКПЕ Холдинг чиме је закључена трансакција куповине ПКП Енергетика. 

## Реприватизација (1989–данас)
Након пада комунизма у Пољској 1989. године, део раније национализоване имовине је поново приватизован и враћен претходним власницима, њиховим наследницима или другим подносиоцима захтева. Међутим, крајем 2018. године, Пољска још увек није имала јединствен, обједињен закон о реприватизацији, а процес је био изузетно спор и заснован на низу неколико мањих, ограничених закона.  У неким случајевима, процес је показивао мањкавости и показао се као веома споран и контроверзан, отварајући врата преварама и корупцији које су искористиле рупе у несавршеним законима који се тичу реприватизације. Многе контроверзе биле су усмерене на Варшаву, где је целокупно земљиште национализовано са циљем планиране реконструкције града који је скоро потпуно уништен током Другог светског рата. Реприватизација јавних простора (школа, градских паркова итд.) са накнадном пренаменом и занемаривањем створила је пометњу  и довела до значајних превара. Пољска влада је 2017. године основала посебну комисију која је од јула 2018. године поништила много одлука, али неке од њених пресуда довеле су до даљих контроверзи и неколико судских поступака.